# Nazionale maschile under 17 di calcio del Cile
La nazionale di calcio del Cile Under-17 è la rappresentativa calcistica del Cile composta da giocatori Under-17; è affiliata alla CONMEBOL ed è posta sotto l'egida della Federación de Fútbol de Chile.
Ha partecipato a 5 edizioni della Coppa del Mondo U-17 qualificandosi automaticamente come nazione ospitante nel 2015. 

## Partecipazioni ai tornei internazionali

### Mondiali Under-17
| Anno   | Piazzamento      | G               | V               | N*              | P               | GF              | GS              |                 |
| ------ | ---------------- | --------------- | --------------- | --------------- | --------------- | --------------- | --------------- | --------------- |
| 1985   | Non qualificato  | Non qualificato | Non qualificato | Non qualificato | Non qualificato | Non qualificato | Non qualificato | Non qualificato |
| 1987   | Non qualificato  | Non qualificato | Non qualificato | Non qualificato | Non qualificato | Non qualificato | Non qualificato | Non qualificato |
| 1989   | Non qualificato  | Non qualificato | Non qualificato | Non qualificato | Non qualificato | Non qualificato | Non qualificato | Non qualificato |
| 1991   | Non qualificato  | Non qualificato | Non qualificato | Non qualificato | Non qualificato | Non qualificato | Non qualificato | Non qualificato |
| 1993   | Terzo posto      | 6               | 2               | 3               | 1               | 12              | 10              |                 |
| 1995   | Non qualificato  | Non qualificato | Non qualificato | Non qualificato | Non qualificato | Non qualificato | Non qualificato | Non qualificato |
| 1997   | Primo turno      | 3               | 1               | 1               | 1               | 7               | 4               |                 |
| 1999   | Non qualificato  | Non qualificato | Non qualificato | Non qualificato | Non qualificato | Non qualificato | Non qualificato | Non qualificato |
| 2001   | Non qualificato  | Non qualificato | Non qualificato | Non qualificato | Non qualificato | Non qualificato | Non qualificato | Non qualificato |
| 2003   | Non qualificato  | Non qualificato | Non qualificato | Non qualificato | Non qualificato | Non qualificato | Non qualificato | Non qualificato |
| 2005   | Non qualificato  | Non qualificato | Non qualificato | Non qualificato | Non qualificato | Non qualificato | Non qualificato | Non qualificato |
| 2007   | Non qualificato  | Non qualificato | Non qualificato | Non qualificato | Non qualificato | Non qualificato | Non qualificato | Non qualificato |
| 2009   | Non qualificato  | Non qualificato | Non qualificato | Non qualificato | Non qualificato | Non qualificato | Non qualificato | Non qualificato |
| 2011   | Non qualificato  | Non qualificato | Non qualificato | Non qualificato | Non qualificato | Non qualificato | Non qualificato | Non qualificato |
| 2013   | Non qualificato  | Non qualificato | Non qualificato | Non qualificato | Non qualificato | Non qualificato | Non qualificato | Non qualificato |
| 2015   | Ottavi di finale | 4               | 1               | 1               | 2               | 7               | 11              |                 |
| 2017   | Primo turno      | 3               | 0               | 1               | 2               | 0               | 7               |                 |
| 2019   | Ottavi di finale | 4               | 1               | 0               | 3               | 7               | 9               |                 |
| 2023   | Non qualificato  | Non qualificato | Non qualificato | Non qualificato | Non qualificato | Non qualificato | Non qualificato | Non qualificato |
| Totale | 5/19             | 16              | 4               | 6               | 6               | 26              | 32              |                 |